# George Barker
George Granville Barker (26 de febrero de 1913 – 27 de octubre de 1991) fue un poeta y autor inglés.

## Vida y obra
Barker nació en Loughton, cerca del bosque Epping en Essex, Inglaterra, y fue criado por su madre irlandesa y padre inglés en Battersea, Londres. Se educó en una escuela L.C.C. en el Politécnico de Regent Street. Abandonó la escuela a los 14 años y ocupó varios empleos dispares antes de establecerse en su carrera como escritor. Volúmenes tempranos de anotaciones de Barker incluyen Treinta Poemas Preliminares (1933), Poemas (1935) y Calamiterror (1937), que fue inspirado por la guerra civil española.
A principios de sus veinte, Barker ya había sido publicado por T. S. Eliot en Faber and Faber, quien también le ayudó a ganar en 1939 un nombramiento como Profesor de Literatura Inglesa en la Universidad Tohoku (Sendai, Miyagi, Japón). Se marchó en 1940 debido a las hostilidades, pero escribió Sonetos del Pacífico durante su estancia.
Entonces viajó a los Estados Unidos, donde comenzó su larga relación con la escritora Elizabeth Smart, con quien tuvo cuatro de sus quince hijos. Barker también había tenido tres hijos con su primera esposa, Jessica. Él volvió a Inglaterra en 1943. A partir de finales de los años 1960 hasta su muerte, vivió en Itteringham, Norfolk, con su esposa Elspeth Barker, la novelista. En 1969, publicó el poema En la Iglesia de Thurgarton, estando el pueblo de Thurgarton a pocas millas de Itteringham.
La novela de 1950 de Barker La Gaviota muerta, describió su relación con Smart, cuya novela de 1945 En la Gran Estación Central me senté y lloré era también sobre el asunto. Sus Poemas Completos fueron editados por Robert Fraser y publicados en 1987 por Faber and Faber.
Describiendo las dificultades de escribir su biografía, se dice que Barker decía:

"He revuelto los hechos demasiado... Simplemente no puede ser hecha".